# Adesmia minor
Adesmia minor là một loài thực vật có hoa trong họ Đậu. Loài này được (Hook. & Arn.) Burkart miêu tả khoa học đầu tiên.